# Dargoszewo
Dargoszewo (niem. Alt Dargsow) – wieś w Polsce położona w województwie zachodniopomorskim, w powiecie kamieńskim, w gminie Golczewo.
W latach 1975–1998 miejscowość administracyjnie należała do województwa szczecińskiego.